# Bartola Sancho Dávila
Bartola Sancho Dávila (Lima, 24 de agosto de 1882 - 3 de Junho de 1967) foi uma dançarina e cantora peruana, que impulsionou a dança marinera a se tornar emblemática em Lima. Atualmente, é um ícone da cultura em Rímac, onde batizaram uma rua com seu nome, em sua homenagem.

## Biografia

### Vida particular
Nasceu como Bartola Sancho Dávila, em 24 de agosto de 1882, na cidade peruana de Lima, no bairro de Malambo. Filha de Eulália Franco e Cenón Sancho Dávila, e possuía 6 irmãos. Cresceu em Malambo, que havia se tornado um reduto cultural, e viveu rodeada de músicos, dançarinos e compositores afro-peruanos.
Casou-se com Goyo, com quem teve uma filha, chamada Hermínia. Viveu com sua família em Rímac, em condições humildes. Em 1940, faleceu sua filha e, alguns anos depois falece seu marido. Já idosa e com perda de memória, o prefeito de Lima, Luis Bedoya Reyes, a internou em um hospício. Dávila faleceu em 3 de Junho de 1967 e foi sepultada no cemitério de El Ángel.

### Vida profissional
Quando adolescente, começou a fazer apresentações de dança zamacueca nos arredores de seu bairro, onde passou a ser reconhecida por executar essa dança complexa com perfeição e criatividade; e também dirigiu um grupo musical formado somente por homens, além de tocar violão e cajón. A princípio, seu parceiro de dança era Julio "El Quemao" Peña; após Julio falecer, seu parceiro passou a ser Abelardo Peña. Por seu talento na apresentação da dança cultural, passou a ser convidada a se apresentar para a elite peruana e se apresentou no Palácio do Governo.

## Prêmios e reconhecimento
- Concurso de La Pampa de Amancaes (3 vezes).[3]
- Uma rua de Lima, sua cidade natal, recebeu seu nome.[3]

## Homenagens
A cantora Alicia Maguiña compôs uma música marinera, chamada Bartola, em homenagem a dançarina. E uma rua em Rimac recebeu seu nome.